# The Hungry Saw
The Hungry Saw è il settimo album in studio del gruppo musicale britannico Tindersticks, pubblicato nel 2008.

## Tracce
1. Introduction – 3:32
2. Yesterdays Tomorrows – 3:49
3. The Flicker of a Little Girl – 3:30
4. Come Feel the Sun – 2:28
5. E-Type – 2:54
6. The Other Side of the World – 4:12
7. The Organist Entertains – 2:33
8. The Hungry Saw – 3:46
9. Mother Dear – 4:19
10. Boobar Come Back to Me – 3:58
11. All the Love – 4:53
12. The Turns We Took – 5:29